# Amt Battenberg

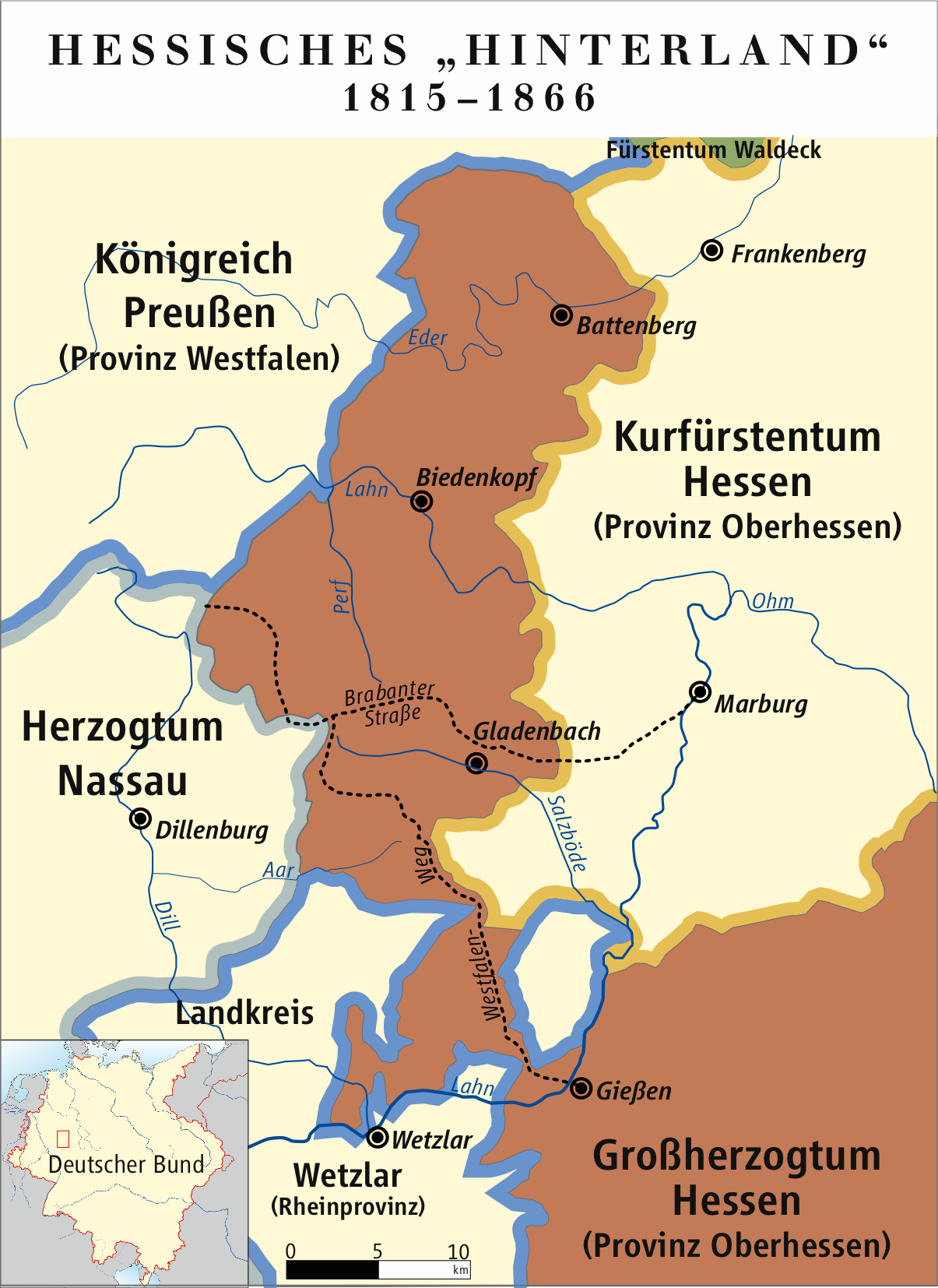
Hessisches Hinterland (ohne die Exklave Vöhl) 1815–1866

Das Amt Battenberg war vom Ende des 13. bis in das frühe 19. Jahrhundert eine Verwaltungseinheit unter mehrfach wechselnden Landesherren. Sein Gebiet befand sich mehrheitlich im heutigen Landkreis Waldeck-Frankenberg in Hessen. Das Amt gehörte anfangs zu Kurmainz, danach zur Landgrafschaft Hessen, zur Landgrafschaft Hessen-Marburg, zur Landgrafschaft Hessen-Kassel, zur Landgrafschaft Hessen-Darmstadt und zuletzt zum Großherzogtum Hessen. Das Amt lag in sogenannten „Hessischen Hinterland“, womit es im Wesentlichen dessen Geschichte teilte und bestand bis zum Jahr 1821.

## Geschichte
Das Amt, das sowohl für die Verwaltung als auch für die Rechtsprechung zuständig war, wurde nach dem Tod des Grafen Hermann II. von Battenberg († 1314) eingerichtet; er war der letzte seines Familienzweiges und hatte sein kleine Grafschaft 1291/97 an Erzbischof Gerhard II. von Mainz verkauft. Das Erzstift setzte für dieses Gebiet – Burg und Stadt Battenberg und die Gerichte Laisa, Battenfeld, Allendorf, Bromskirchen und Röddenau – einen Amtmann auf der Burg Battenberg ein. Das Amt wurde zumindest ab Mitte des 14. Jahrhunderts immer wieder an Dritte verpfändet, darunter die Grafen von Nassau und von Waldeck, die Herren von Lißberg, von Dersch, Schutzbar genannt Milchling und von Biedenfeld.
Im Jahre 1464 wurde das Amt Battenberg für 30.000 Gulden an den Landgrafen Heinrich III. von Oberhessen verpfändet. Mit dem Merlauer Vertrag im September 1583 verzichtete Kurmainz u. a. endgültig auf die gesamte Battenberger Pfandschaft, die damit an die kurzlebige Landgrafschaft Hessen-Marburg kam. Nach Landgraf Ludwigs IV. Tod im Jahre 1604 kam das Amt Battenberg zunächst an die Landgrafschaft Hessen-Kassel, dann 1624 de facto und 1648 de jure als Teil des sogenannten „Hinterlandes“ an die Landgrafschaft Hessen-Darmstadt, die 1806 von Napoleon zum Großherzogtum Hessen erhoben wurde.
Das Amt Battenberg hörte 1821 auf zu bestehen, als es im Zuge der Großherzoglich-Hessischen Verwaltungsreform, die die Rechtsprechung von der Verwaltung trennte, mit den Gerichten Breidenbach und Breidenstein, dem auf der linken Seite der Lahn gelegene Teil des Amts Biedenkopf und dem rechts der Lahn befindlichen Dorf Wolfgruben zum Landratsbezirk Battenberg zusammengefasst wurde. Die Gerichtsbarkeit für die Orte im ehemaligen Amt Battenberg wurde dem neugebildeten Landgericht Biedenkopf zugewiesen. 1832 ging der Landratsbezirk Battenberg im neugeschaffenen Kreis Biedenkopf auf, und am 1. August 1835 wurden die Orte des einstigen Amts Battenberg aus dem Zuständigkeitsbereich des Landgerichts Biedenkopf herausgenommen und dem des zu diesem Zweck neugebildeten Landgerichts Battenberg zugeteilt.

## Zugehörige Orte
Als das Amt 1627 Hessen-Darmstadt zugesprochen wurde, gehörten dem Amt Battenberg die folgenden Orte an:
- Allendorf
- Battenberg (Stadt)
- Battenfeld
- Berghofen
- Biebighausen (Hof)
- Bromskirchen
- Dachsloch (Forsthaus)
- Dodenau
- Eifa
- Elbrighausen (Forsthaus)
- Frohnhausen
- Hatzfeld (Stadt)
- Holzhausen
- Laisa
- Lindenhof (Hof)
- Oberasphe
- Reddighausen
- Rennertehausen
- Rhoda (Hof)

Im Landgräflich hessischen Staats- und Adress-Kalender von 1794 sind die folgenden Orte als zum Am Battenberg gehörig aufgeführt:
- Stadt Battenberg, mit Stadtmühle, Füllnhäuser Mühle, Neu-Jägersdorf (Kröge) und der Eisenhammer auf der Au
- Stadt Hatzfeld, mit Eisenhammer, Angelbachsmühle, Hatzfelder Mühle, den Höfen Rohda (Rödchen), Biebighausen und Lindenhof
- Allendorf, mit Kämmersmühle, Allendorfer Mühle und Kolonie Osterfeld
- Battenfeld
- Berghofen
- Bromskirchen, mit Ober- und Unter-Linsphermühle, Neuludwigsdorf (auch Pfütze genannt), Daxloch, Hof Seidelsbach, Forsthaus Elbrighausen
- Dodenau, mit Reesmühle, Papiermühle, Dodenauer Mühle, den Höfen Burghelle, Burbach, Geisenberg, Binsenbach und Ohelle und dem Forsthaus Kleudelburg
- Eifa, mit Mühle
- Frohnhausen, mit Mühle
- Holzhausen, mit Obermühle, Untermühle und Eisenbachsmühle
- Laisa
- Oberasphe, mit Mühle
- Reddighausen
- Rennertehausen, mit Mühle

## Amtshaus

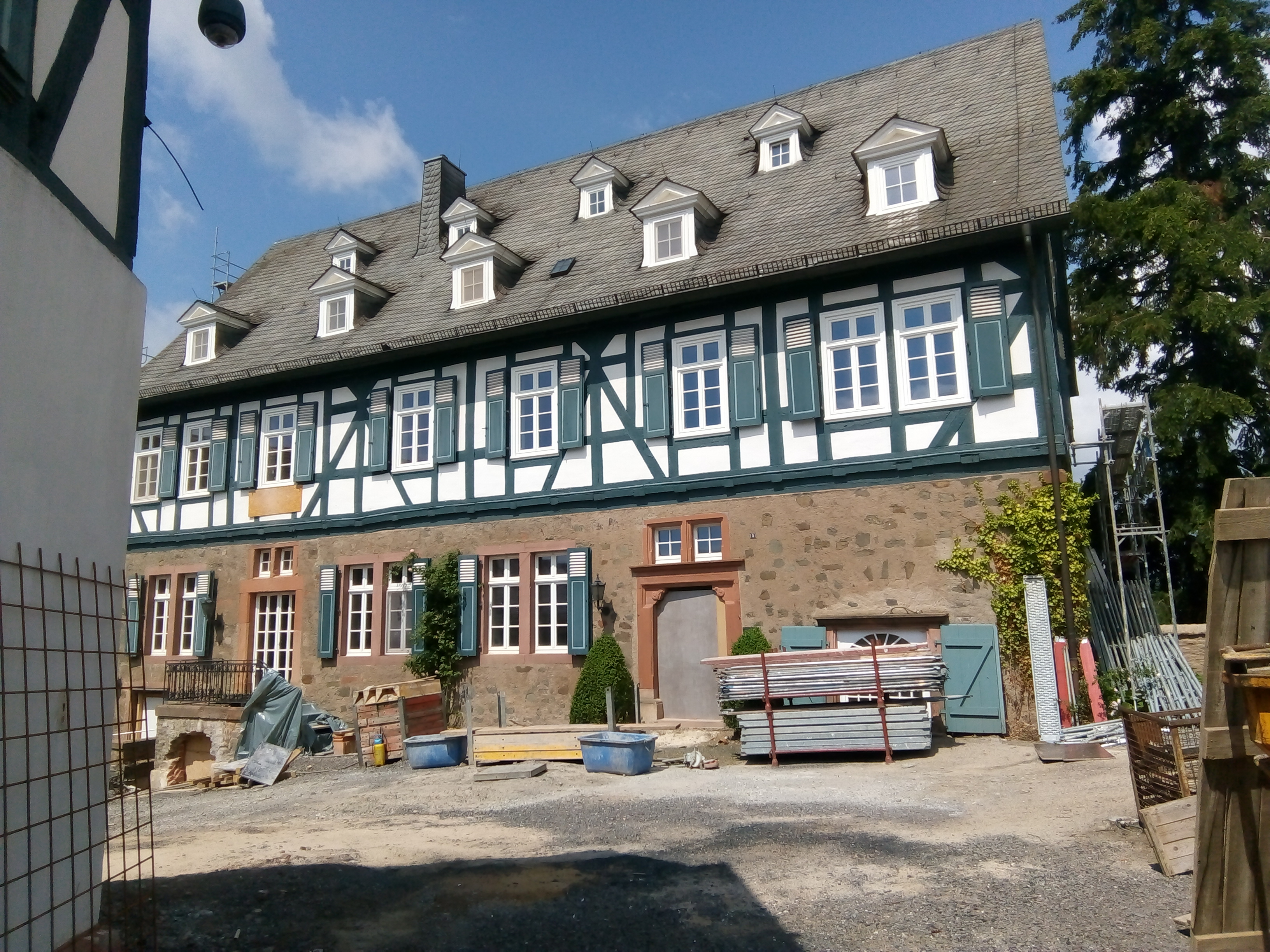
Amtshaus

Unter Landgraf Ludwig VI. von Hessen-Darmstadt wurde 1668 mit dem Bau des Amtshauses begonnen. Davon zeugt die als Chronogramm zu lesenden Türinschrift „Orsus Opus Ludwig Sextus Pertexuit Haeres Aule Virtutis Hominis Et Patrii“ des unter seinem Sohn 1678 fertiggestellten Amtshauses. Das Gebäude mit Adresse Hofstatt 5 in Battenberg steht als Kulturdenkmal unter Denkmalschutz.
Koordinaten: 51° 1′ 8″ N, 8° 38′ 34″ O

## Beamte

### Amtmänner
- Gerlach von Viermünden (1296)
- Frank von Mengerskirchen (1372)
- Siegfried von Biedenfeld (1375)
- Johann von Gleimenhain (1376)
- Dietrich Gaugrebe (1378, 1379, 1385, 1391, 1392, 1393, 1395)
- Werner von der Malsburg (1384, 1385, 1392)
- Johann von Falkenberg (1393, 1395)
- Hildebrand Gaugrebe (1399)
- Friedrich von Hertingshausen (1416)
- NN von Wolmeringhausen der Ältere (1423, 1426, 1427)
- Guntram Schenk zu Schweinsberg (1454, 1455, 1457)
- Johann Schenk zu Schweinsberg (1471, 1478, 1479, 1481)
- Georg von Hatzfeld (1489)
- Johann Rudolf Victor von Pretlack (1717–) (Oberamtmann)

### Rentmeister
- Widukind von Lehrbach (viele Erwähnungen 1480 bis 1515)
- Hans Grebe (Erwähnungen 1520 bis 1539)
- Ludwig Grebe (1546)
- Konrad von Breidenstein (1557)
- Philipp Orth (1581, 1587)
- Heinrich Ebel (1587, 1596)